# Fairmont Olympic Hotel
Le Fairmont Olympic Hotel est un hôtel américain situé à Seattle, dans l'État de Washington. Ouvert en 1924, il est inscrit au Registre national des lieux historiques depuis le 15 juin 1979 et est membre des Historic Hotels of America et des Historic Hotels of America depuis 2018.